# Reese Olson
Reese Olson (Gainesville, Georgia, 31 de julio de 1999) es un jugador profesional estadounidense de béisbol que se desempeña en la posición de lanzador en Detroit Tigers, equipo de las Grandes Ligas de Béisbol (MLB).

## Carrera
Fue seleccionado en la 13.ª ronda en el Draft de la MLB de 2018. En 2023 hizo su debut profesional con el equipo Detroit Tigers, donde lleva jugando dos temporadas.